# Zanzarah – Das verborgene Portal
Zanzarah – Das verborgene Portal ist ein Computerspiel, das dem Genre Action-Adventure zugeordnet wird und von dem Oberhausener Unternehmen Funatics Development entwickelt wurde. Es wurde am 26. April 2002 von THQ veröffentlicht, die englische Version erschien im Dezember desselben Jahres.

## Handlung
Man spielt darin das 18-jährige Londoner Mädchen Amy, die mit Hilfe einer magischen Teleportationsrune in das Land Zanzarah gelangt. Dabei handelt es sich um eine parallele Welt, die als Zufluchtsort für die magischen Wesen unserer eigenen Welt dient, seit diese im Rahmen der Inquisition vertrieben wurden. Während die Einwohner von Zanzarah mit Hilfe ihrer Magie zwischen den Welten wechseln können, ist dies für Menschen eigentlich nicht möglich. Amy wird nun als Teil einer alten Prophezeiung gesehen, die besagt, dass ein Besucher aus der Welt der Menschen die verlorene Balance zwischen den beiden Welten wiederherstellen wird, und den Einfluss der dunklen Elfen zurückdrängt.

## Spielprinzip und Technik
Das Spiel selbst besteht aus zwei grundlegenden Teilen. Einerseits steuert man die Hauptfigur frei durch eine 3D-Welt, die im Stil eines klassischen Adventures Interaktionsmöglichkeiten mit NSCs und der Umgebung bietet. Dieser Teil wird genutzt, um einen Großteil der Hintergrundgeschichte zu erzählen, und die Handlung durch das Lösen von Rätseln und das Erfüllen von Aufgaben voranzutreiben. Bestimmte Fähigkeiten gefangener Feen helfen bei der Beseitigung möglicher Hindernisse, zudem gibt es eine Anzahl kleinerer Spiele, die bei bestimmten Handlungen gespielt werden müssen, um Erfolg zu haben. Ebenso erfolgt die Vorbereitung der Kämpfe, die in diesem Spiel mit der Hilfe gefangener Feen ausgetragen werden, in diesem Teil.
Allgemein wird dieses Spiel als eine Art Ego-Shooter eingestuft, was allerdings eine Interpretationsfrage sein dürfte, denn: Kämpfe sind hier – anders als in Ego-Shootern – nicht vorrangiges Ziel, sondern Mittel zum Zweck. Sie führen auch nicht zum Tod des Gegners, sondern es wird ein Zauber über die besiegte Fee gelegt, die diese für den Moment nach dem Kampf handlungsunfähig macht. Amy ist auch nicht selbst der Shooter, sondern sie setzt maximal fünf, als von ihr geeignet befundene Feen stellvertretend für einen Kampf ein. Diese werden von Amy durch eine Arena gesteuert, die dem Spieler zufällig begegnet und eine von vielen möglichen (programmierten) Arenen darstellt. Amys eingesetzte Feen versuchen, die gegnerische(n) Fee(n) durch Zaubersprüche zu besiegen. Amys gerade genutzte Fee bekämpft mittels eines imaginär verlängerten Zauberstabs jeweils die angreifende(n) Fee(n). Ihr Arsenal an Feen selbst verteidigt, greift nie selbst an, was eine besondere Zufälligkeit der Begegnungen und deren Reiz ausmacht. Jede Fee verfügt neben der Zuordnung zu einem Element und unterschiedlichen Grundwerten wie Geschwindig-, Beweglich- oder Sprungfähigkeit über zwei Zauberspruchkombinationen (je einen offensiven und einen defensiven Zauber), zwischen denen während des Kampfes ebenso gewechselt werden kann wie zwischen dem Einsatz je einer der fünf Feen, die in einen Kampf gleichzeitig eingebracht werden dürfen. Die offensiven Sprüche zielen dabei möglichst genau auf den Gegner. Durch die Kämpfe sammeln die Feen Erfahrung, und manche entwickeln sich beim Erreichen bestimmter Stufen evolutionär weiter. Gegen einen Ego-Shooter spricht auch, dass es hier nicht hauptsächlich um die Kämpfe, sondern vorrangig um andere Rätsel beziehungsweise das Besorgen der notwendigen Feenausstattung wie Mana, Zaubertränke, Feenkugeln, Zaubersprüche und anderer Mittel (wie zum Beispiel Geld, Kristalle, Feenkarten oder Evolutionssteine) sowie der Überwindung zahlreicher Hindernisse geht, die über ein reines Adventurespiel und einen Ego-Shooter hinausgehende koordinatorische Fähigkeiten erfordern: Geduld, Geschicklichkeit und ein gewisses Maß an Strategie sind wesentliche Anforderungen an den Spieler. Viele Spielcharaktere wie Elfen, Kobolde, Zwerge, Eulen, Pixies und Dunkelfeen und deren Anführer sorgen für Dynamik und Kommunikation. Ziel ist es, die durch eine bewusst herbeigeführte, begründete Isolation von den Menschen eingetretene Feindseligkeit innerhalb der illustren Gesellschaft Zanzarahs durch einen dazu berufenen Menschen, den Spieler in der Rolle von Amy, aufzulösen.
Zanzarah lässt sich somit nicht mit anderen, vermeintlich ähnlich konzipierten Spielen vergleichen, da es sowohl Anteile der Genres Adventure, Jump ’n’ Run und Action enthält.
Im Multiplayerspiel kann der Spieler wahlweise mit selbst gefangenen und trainierten Feen oder einer zufällig zusammengestellten Feensammlung gegen andere menschliche Gegner antreten, oder auch Feen mit ihnen tauschen.
Die Systemvoraussetzungen sind im Gegensatz zu vielen anderen Computerspielen sehr großzügig angegeben worden. So lässt sich Zanzarah entgegen der Angabe des Herstellers, ein Pentium II mit 500 MHz sei die Minimalanforderung, auch auf einem Pentium II oder AMD K6 mit 450 MHz erfolgreich spielen. Die Grafikkarte muss jedoch unbedingt eine der zweiten Generation mit mindestens 16 MB eigenem Speicher sein. Das erforderliche DirectX 8.1 wird mitgeliefert. So lässt sich das Spiel auch auf älteren Rechnern mit den Betriebssystemen Windows 98/2000/ME und XP spielen. Aber auch neuere Betriebssystemen wie Windows Vista, Windows 7 (32- oder 64-bit-Version) und Windows 8 sind gegenüber Zanzarah rückwärtskompatibel, sodass sich dieses, aus dem Jahr 2002 stammende PC-Spiel auch heute noch problemlos spielen lässt.

## Produktionsnotizen
Ursprünglich war für dieses Spiel eine Erweiterung geplant (es stand noch kein Name dafür fest, Fans bezeichnen es als ZanZarah: Die verlorene Siedlung), die aber noch während der Entwicklung eingestellt wurde. Es sind neben einer Handvoll Screenshots, einem Video und dem musikalischen Hauptthema nur wenig Informationen darüber bekannt geworden. Im August 2015 veröffentlichte der Publisher Daedalic über die Vertriebsplattform Steam eine auf modernen Systemen lauffähige Version des Spiels.
Der von Matthias Steinwachs, Lars Hammer (alias King Einstein) und Karina Gretere – von der auch das von ihr gesungene Hauptthema stammt – komponierte Soundtrack des Spiels, wurde vielfach von der Kritik gelobt. Nachdem die Entwicklung der Erweiterung eingestellt wurde, und eine Vermarktung der Musik des Spiels als nicht zu realisieren eingeschätzt wurde, veröffentlichte Lars Hammer den gesamten Soundtrack des Spiels als Abschiedsgeschenk an die Fans im Forum des Spiels.

## Rezeption
Zanzarah wurde von Kritiken besonders für seine audiovisuelle Gestaltung gelobt und mehrfach mit den Pokémon-Spielen verglichen.
Die Website Four Fat Chicks bemängelte die Eintönigkeit der sich wiederholenden Kämpfe im Spiel und das Konzept des Sammelns statt konventionellerer Spielmechanik: 

“Frankly, for this gamer, the fairy fights and even the collecting became something of a pain, redundant, even mind-boggling. […] With its stellar graphics, fine level design and wonderful sound, Zanzarah could readily have earned one of our coveted gold stars if the gameplay had been more purely adventure, or even action/adventure, in the sense we typically experience it. Instead, in an apparent desire to be creative and different, the designers went with a strange collecting game coupled with a substandard shooter.”

In seiner Kritik für G4tv.com lobte Greg Bemis das Gameplay, das sich von seinem Vorbild abhöbe und kritisierte die zu einfach ausgefallene Handlung: 

“Yes, it’s a lot like "Pokemon." But "Zanzarah" is more than a mere wanna-be. There are plenty of additions and improvements to the tried-and-true game mechanic. […] If there’s a failing in "Zanzarah" it’s that the story doesn’t have nearly the epic quality it deserves. Amy, the main character, has very little personality.”

Matthew Gallant erklärt auf gamespot.com den Kontrast zwischen der für ihn eher Frauen ansprechenden visuellen Gestaltung und der Intensität der Kämpfe sowie traditionellen Rollenspiel-Elementen damit, dass das Spiel gleichermaßen männliche und weibliche Spieler ansprechen wolle. Das Spiel biete eine Abwechslung zu gängigen Rollen- oder Actionspielen. 

“[…] though the game’s somewhat effeminate art direction may seem a bit unusual, it seems somewhat appropriate in contrast to the intensity of the game’s battle mode and its traditional role-playing elements. Zanzarah attempts to be a PC game that appeals to traditional interests of both male and female players […] While you could say that the game plays like a Pokémon clone, Zanzarah has some surprisingly great production values in terms of both art and music, though it could certainly have benefited from a better plot and more character development. It ultimately falls short of being an excellent game, but Zanzarah is definitely good and at the very least offers a relaxing change of pace from more-traditional PC role-playing and action games.”

Die Hauptkritik des redundanten langatmigen Hochlevelns der Feen, deren zwölf Arten mit je verschiedenen Charakteren, Einsatzmöglichkeiten und Eigenschaften grundsätzlich voneinander verschieden sind, ist nicht von der Hand zu weisen und behindert den Spielfortgang oft in beträchtlicher Weise. Insgesamt können 77 Feen gefangen werden, was allerdings für den Spielverlauf nicht notwendig ist.